# فتحیه
فتحیه (به ترکی استانبولی: Fethiye) شهری است در کشور ترکیه که در استان موغله واقع شده‌است. جمعیت این شهر بر اساس سرشماری سال ۲۰۰۸ میلادی ۶۸٬۲۸۵ نفر و بر اساس برآوردهای سال ۲۰۰۹ میلادی ۷۰٬۲۹۹ نفر می‌باشد.